# Lista de parques estaduais da Califórnia
Esta é uma lista de parques, recursos históricos, reservas e áreas de recreação no sistema de parques estaduais da Califórnia.

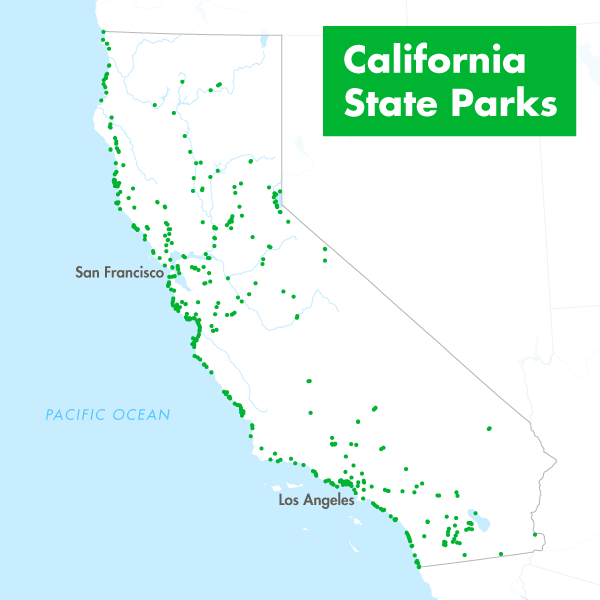
Localização geral dos parques estaduais da Califórnia

## Lista de parques

### Admiral William Standley State Recreation Area
- Área de recreação do estado

- Fica no Condado de Mendocino
- Foi estabelecido em 1944
- Goza de sequóias, além de salmão e pesca em aço no rio Eel.[1]

### Ahjumawi Lava Springs State Park
- Parque Estadual
- Fica no Condado de Shasta
- Foi estabelecido em 1975
- Preserva uma região selvagem de nascentes de água doce e fluxos de lava geologicamente recentes.[2]